# D.S. -Dal Segno-
『D.S. -Dal Segno-』(ダルセーニョ)は、CIRCUSより2016年4月28日に発売された18禁美少女アドベンチャーゲーム。2018年3月22日にエンターグラムよりPlayStation 4及びPlayStation Vita版が発売された。

## 概要
『D.C. 〜ダ・カーポ〜』シリーズを除くと、2011年発売の『水夏弐律』以来の完全新作作品となる。ただし、広い意味で世界観は『D.C.』シリーズと共通している（初音島の地名があることからD.C.I～IIIのサクラの国と思われる）。2015年6月7日開催の「D.C. SUPER LIVE 〜ダ・カーポ スーパーライブ〜」にて『D.C.III With You 〜ダ・カーポIII〜 ウィズユー』と共に発表された。
2017年4月28日に本作のファンディスク『D.S.i.F. -Dal Segno- in Future』が発売された。

## ストーリー

### D.S. -Dal Segno-
プロローグ
主人公・高村 敦也は常夏の島・風南島にある全寮制の風南学園に転入した。
そこで彼は空中を舞う「幸運の妖精」と、島の保守管理システムAI・天 に出会った。

### D.S.i.F. -Dal Segno- in Future
プロローグ
『D.S.』の出来事から1年後、消えたはずの天から敦也ら宛の招待状が届く。
招待状に「雪と蛍の舞う里」と記載されていた温泉地に来た敦也らは、学園の新たなる管理人・奏と出会い、天伽研究所からのお礼として招待されたことを伝えられる。
奏からこの温泉地にいる蛍は「人工妖精」だと聞かされていた敦也らだったが、ある満月の晩に本物の蛍を目にする。

## 登場人物

### メインキャラクター
高村 敦也 （たかむら あつや） （※苗字・名前変更可能）
声 - なし
身長：174cm / 誕生日：11月23日
本編の主人公。風南学園本校2年3組。藤白乃絵里の勧めで妹に相談せず、全寮制の風南学園に転入した。
朝宮 ひまり （あさみや ひまり）
声 - 結城ほのか
身長：157cm / 誕生日：8月1日
風南学園本校2年3組。帽子の"めです"を常時着用する。
『D.S.』本編では学校に来ても授業に参加せずに帰ることが多かったが、『D.S.i.F.』ではちゃんと授業にさんかするようになった。
邑崎 遥月 （むらさき はづき）
声 - 夏野こおり
身長：161cm / 誕生日：4月24日
風南学園本校2年1組。風南学園の理事長の娘で、生徒会長を務めている。
『D.S.』では生徒会室にいることが多かったが、『D.S.i.F.』では生徒たちから表情に余裕が出てきたという評判を得ている。
神月 依愛 （こうづき いお）
声 - 遥そら
身長：147cm / 誕生日：2月29日
風南学園本校2年3組。
敦也と同じ寮に住んでいる。魔王の娘を自称しているうえに、難解な言い回しを好むこともあり、まともな会話できる者が少ない。『D.S.i.F.』では大まかな性格は変化していないものの、堂々とした態度から熱狂的なファンを集めている。
藤白 乃絵里 （ふじしろ のえり）
声 - 澤田なつ
身長：152cm / 誕生日：7月2日
風南学園付属3年4組。敦也の母方の従妹。
『D.S.i.F.』の時点では本校の1年3組のクラスに在籍している。
天 （あめ）
声 - 姫原ゆう
身長：155cm / 誕生日：12月31日
島を管理する人工知能。

### サブキャラクター
高村 鳴 （たかむら めい） （※苗字変更可能）
声 - 小鳥居夕花
身長：159cm / 誕生日：11月30日
敦也の実妹で、叔母である藤白家に居候している。
都内の学園1年生のクラスに在籍している。
辻谷 大和 （つじたに やまと）
声 - 原田友貴
身長：178cm / 誕生日：4月1日
敦也たちのクラスメイト兼悪友。風南学園本校2年3組のクラスに在籍している。
「初音島のトリックスター」を尊敬している。
めです
声 - 上田朱音
ひまりが常時着用する帽子で時々ひまりと会話する。
奏 （かなで）
声 - 姫原ゆう
身長：155cm / 誕生日：4月7日
『D.S.i.F.』より登場。天の後任を務める人工知能。先任の活動記録を読み取り、幸せの形が単純ではないことを学習し、そばに寄り添うという基本理念に沿って活動している。
水原 藍（みずはら あい）
声 - 藤森ゆき奈
『D.S.i.F.』より登場。風南学園の風紀委員長。

## 開発

### 企画
本作は、看板シリーズである『D.C.』シリーズ3部作が一段落した時点で開発がすすめられた。
開発にあたり、CIRCUSというブランドに求められているものを外さない方針がとられ、『D.C.』シリーズで培われた「すこし不思議な明るい学園もの」をベースにすると同時に、世界観の引継ぎも行われたほか、たにはらなつきと鷹乃ゆきが『D.C.』シリーズから継続する形でキャラクターデザイナーを務めた。
その一方で、『D.C.』シリーズとの差別化を図るため、本作の舞台を常夏の島・風南島に設定し、全体的な色調も青にした。
また、シナリオライターには愛羽、日富美信吾に加え、CIRCUS作品初参戦となる樹原新が参加した。
樹原は元々『D.C.』シリーズのファンだったため、CIRCUS側とは世界観や「こそばゆい学園恋愛ADV」という意識の共有は容易だった。
樹原は「『D.S.』に対するCIRCUSの考え方を理解したうえで、自分から提案をしたい」という点と「メールではなく、口頭での打ち合わせをしたい」という要望をCIRCUSに出し、CIRUCUSもその要望に応えた。
家でじっくりPCゲームを遊ぶ時間が少ないという意見を踏まえ、隙間時間にプレイできるようAndroid版を開発し、セーブデータを共有できるようにした。

### キャラクター設定・キャスティング
本作はブランドとしても久しぶりの完全新作でもあったため、他作品のイメージが付いていない声優を採用したいという意向は多少あった。その中で、結城ほのかのサンプルボイスを聞いた関係者がひまりの役にふさわしいと感じ、起用へと至った。

### 『D.S.i.F. -Dal Segno- in Future』の開発
ファンディスク『D.S.i.F. -Dal Segno- in Future』の開発は本作発売後の5～6月ごろに決定した。発売時期を考慮してゲームとリアルの時間軸をすり合わせ、本作から1年後の世界を舞台とすることにした。
それに伴い、システムや仕様の変更が行われた。たとえば、『D.S.』では、ヒロインが主人公を呼びかける際のテキストが「〇〇」であるにもかかわらず音声が「キミ」だったのに対し、『D.S.i.F.』では主人公の名前を変更していない場合は音声上でもその名前が呼びかけられるという仕様に変更された。
新キャラクターである水原藍は、主人公の同級生である辻谷大和を追いかける風紀委員長という設定であり、学園での人間関係の広がりを表現するために作られた。

## スタッフ
- キャラクターデザイン・原画 - たにはらなつき、鷹乃ゆき（SD）
- シナリオ (D.S. -Dal Segno-) - 樹原新　愛羽　日富美信吾

## 主題歌
D.S. -Dal Segno-
- オープニングテーマ『Pleasure garden』
  - 作詞：yozuca*、作曲・編曲：chokix、歌唱：Rin'ca
- エンディングテーマ『君と見た物語』
  - 作詞：rino、作曲・編曲：Nekusam、歌唱：Rin'ca
- エンディングテーマ『アイノヒカリ』
  - 作詞・作曲：rino、編曲：ANZIE、歌唱：Rin'ca
- グランドエンディングテーマ『続く☆ミライ』
  - 作詞・作曲：yozuca*、編曲：lotta、歌唱：yozuca*
- 挿入歌『愛しさの雫』
  - 作詞・作曲：rino、編曲：chokix、歌唱：CooRie
- 挿入歌『天音』
  - 作詞：yozuca*、作曲・編曲：lotta、歌唱：yozuca*

D.S.i.F. -Dal Segno- in Future
- オープニングテーマ『奇跡メロディ』
  - 作詞：yozuca*、作曲・編曲：Nekusam、歌唱：Rin'ca
- エンディングテーマ『永遠の光へと』
  - 作詞：rino、作曲：Rin'ca、編曲：chokix、歌唱：Rin'ca
- 挿入歌『奇跡のいたずら』
  - 作詞：rino、作曲：浅原康浩、編曲：chokix、歌唱：Rin'ca
- 挿入歌『奏で愛』
  - 作詞・作曲：rino、編曲：chokix、歌唱：CooRie
- 挿入歌『今を忘れない』
  - 作詞：rino、作曲・編曲：Nekusam、歌唱：yozuca*